# Parco nazionale Theodore Roosevelt
Il parco nazionale Theodore Roosevelt è un parco nazionale degli Stati Uniti e un'area naturale protetta che comprende tre aree geograficamente separate nelle badlands (calanchi) della parte occidentale del Dakota del Nord. Il parco è stato chiamato così in onore dell'omonimo presidente degli Stati Uniti. Il parco copre un totale di 285 km², ripartiti in tre sezioni: la North Unit, la South Unit e la Elkorn Ranch Unit. È un'enclave della Prateria nazionale del Piccolo Missouri.
La South Unit è la sezione più grande e si estende accanto all'Interstate 94 vicino alla città di Medora (Dakota del Nord). La sezione più piccola è la North Unit ed è situata 130 km a nord rispetto alla South Unit, sulla U.S. Highway 85, a sud della città di Watford City (Dakota del Nord). Il Roosevelt's Elkhorn Ranch è situato tra la North Unit e la South Unit, circa 32 km a ovest della Route 85 e di Fairfield (Dakota del Nord). Il fiume Little Missouri scorre attraverso le tre sezioni del parco. Il sentiero di Maah Daah Hey collega le tre sezioni.

## Storia

### Theodore Roosevelt e il Parco
Nel settembre del 1883 Theodore Roosevelt si recò la prima volta nelle badlands del Dakota del Nord per praticare l'allora popolare caccia ai bisonti. Amante della caccia, riuscì a catturare un bisonte e si innamorò dello stile di vita e della "libertà perfetta" dell'Ovest americano. Roosevelt investì 14 000 dollari nel Maltese Cross Ranch (in italiano, Ranch della Croce di Malta) situato sette miglia a sud di Medora e gestito all'epoca da Sylvane Ferris e Bill Merrifield. Quell'inverno, Ferris e Merrifield costruirono la baita della Croce di Malta.
Dopo la morte della moglie e della madre, Roosevelt tornò nel suo ranch del Dakota del Nord nel febbraio del 1884, alla ricerca di solitudine e di tempo per recuperare le proprie energie. Quell'estate iniziò la costruzione del suo secondo ranch, l'Elkhorn Ranch, 35 miglia a nord di Medora, che affidò a due boscaioli del Maine, Bill Sewall e Wilmot Dow. Roosevelt mostrava grande interesse per i suoi ranch e per la caccia, spesso pubblicando le sue esperienze su giornali e riviste della Costa Est.
Roosevelt ha scritto tre opere importanti sulla sua vita nell'Ovest: Ranch Life and the Hunting Trail, Hunting Trips of a Ranchman e The Wilderness Hunter. Le dure condizioni di vita dell'Ovest americano e la perdita del suo bestiame nell'inverno del 1886 ebbero una particolare influenza nelle politiche conservatrici che Roosevelt adottò durante la sua presidenza.

### Sviluppo del parco

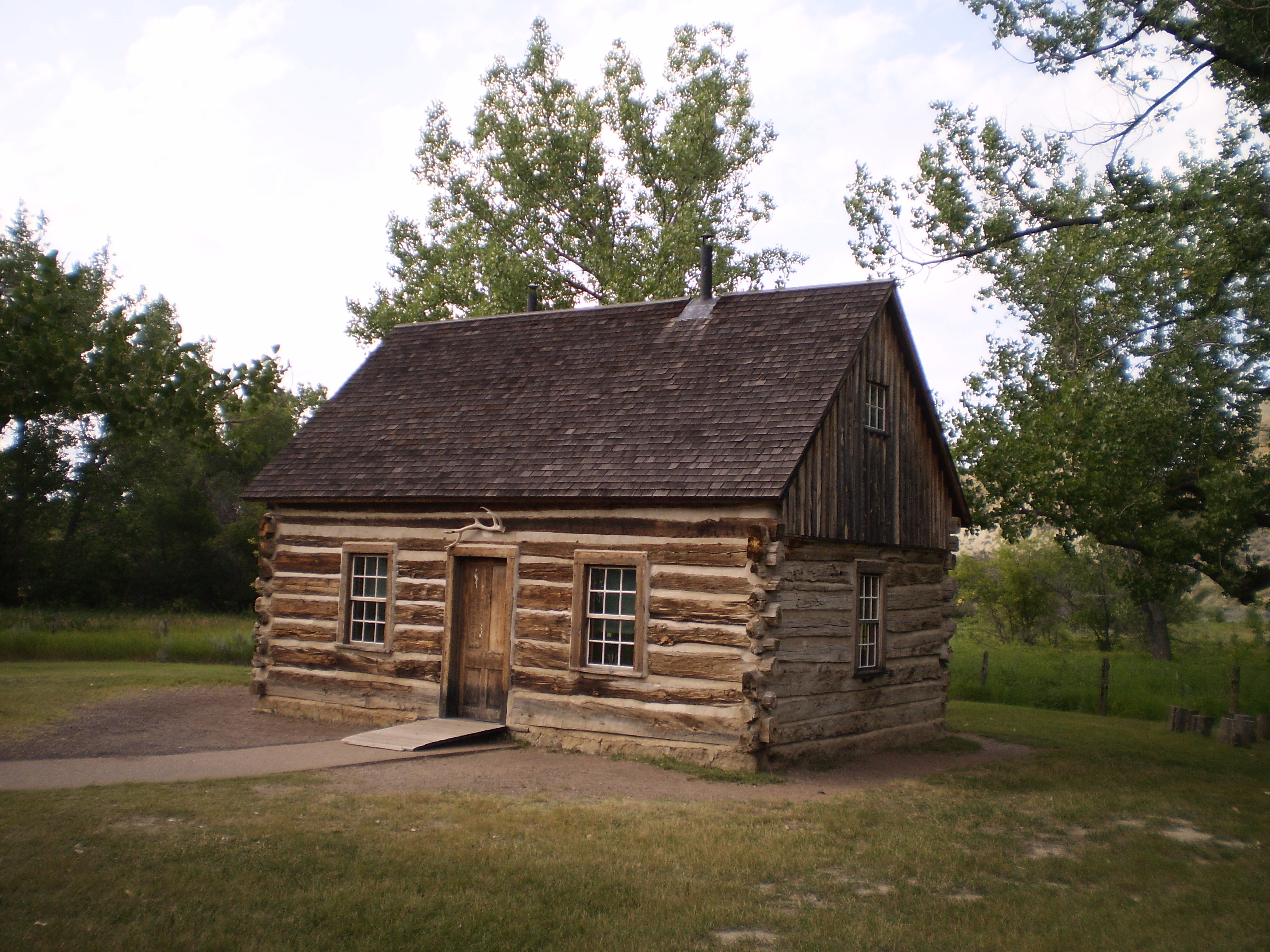
La baita del Maltese Cross Ranch.

Dopo la morte di Theodore Roosevelt nel 1919, i calanchi del Little Missouri furono esplorati per determinare i possibili siti del parco. Tra il 1934 al 1941 i Civilian Conservation Corps furono impiegati nello costruzione delle infrastrutture del parco, ancora in uso oggi. L'area fu denominata Roosevelt Recreation Demonstration Area nel 1935. Nel 1946 fu data in gestione allo United States Fish and Wildlife Service, che cambiò il nome in Theodore Roosevelt National Wildlife Reserve. Il presidente Harry S. Truman istituì ufficialmente il Theodore Roosevelt National Memorial Park il 25 aprile 1947, primo e unico parco nazionale commemorativo mai stabilito. Nel 1978, oltre alle rettifiche di confine e alla creazione di 29 920 acri (121,1 km²) della Theodore Roosevelt Wilderness, la denominazione del parco è stata cambiata in Theodore Roosevelt National Park.